# Lux (marchio)

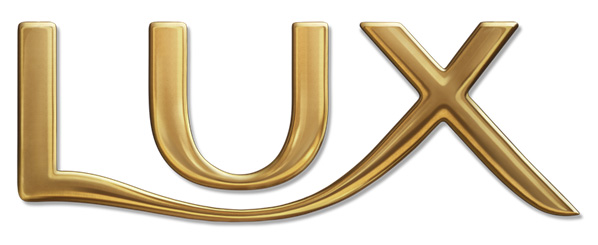
Logo del marchio.

Lux è un marchio globale sviluppato dalla Unilever. La gamma di prodotti Lux comprende saponi di bellezza, gel doccia, sali da bagno, shampoo per capelli e balsamo.

## Storia

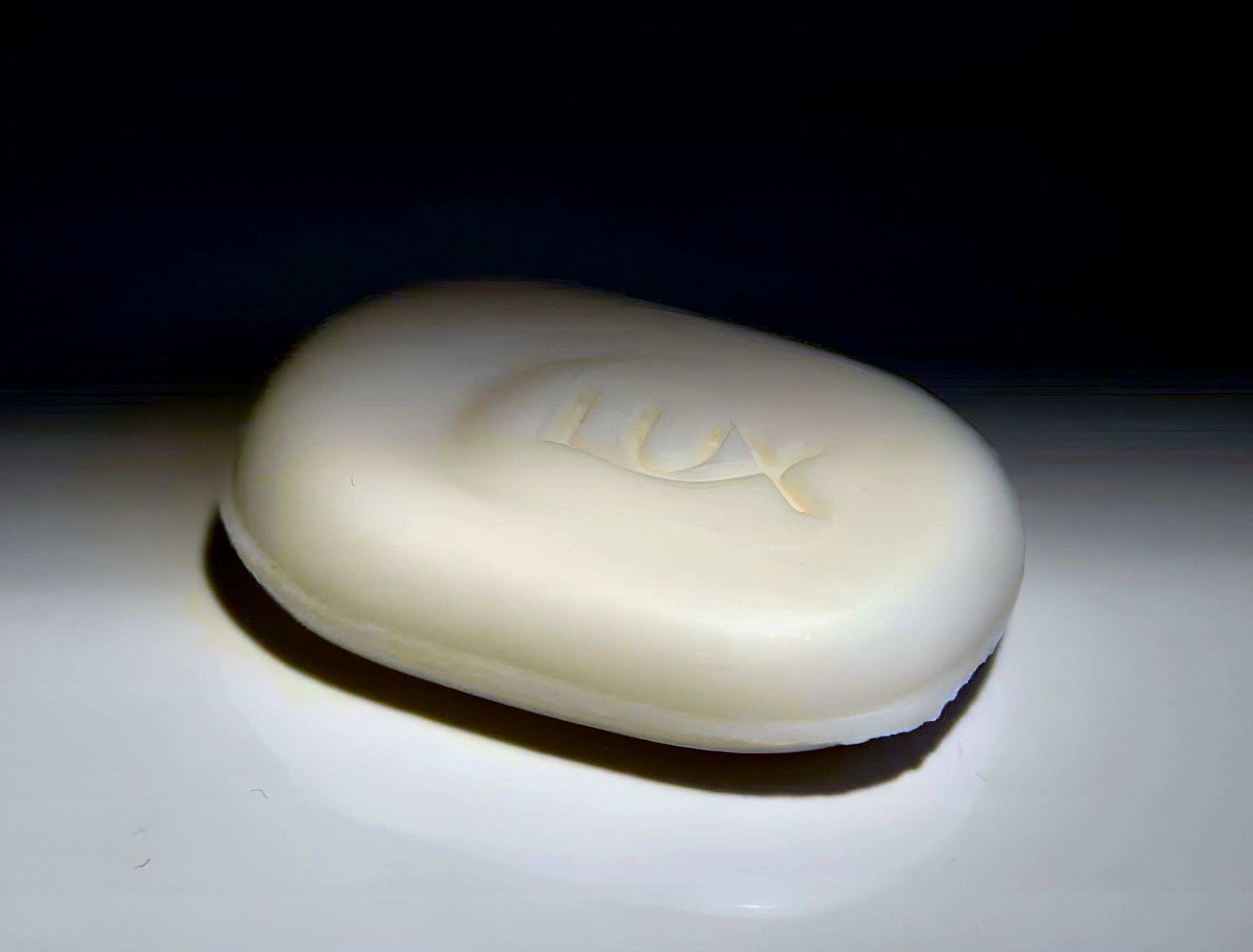
Una saponetta Lux.

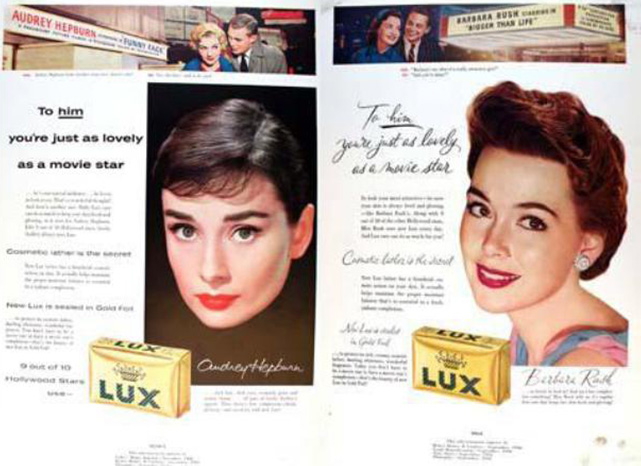
Campagne pubblicitarie della Lux con testimonial Audrey Hepburn e Barbara Rush.

Il marchio Lux fu fondato dai fratelli Lever nel 1889 come Sunlight Flakes ed era all'epoca un sapone per bucato. Nel 1924, è diventato il primo sapone da bagno ad essere distribuito sul mercato internazionale.
È inoltre stato uno dei primi marchi ad essere pubblicizzato da celebrità del mondo dello spettacolo, ed è per questo noto anche come "sapone delle dive" o "sapone delle stelle". Fra queste si possono citare Dorothy Lamour, Joan Crawford, Judy Garland, Audrey Hepburn, Barbara Rush, Cheryl Ladd, Victoria Principal, Jennifer Lopez, Claudia Cardinale, Elizabeth Taylor, Demi Moore, Catherine Zeta-Jones e Marilyn Monroe.
Al 2005, le entrate della Lux si aggiravano intorno ad un miliardo di euro, con quote di mercato distribuite in oltre 100 paesi in tutto il mondo. La Lux è leader del settore in numerose nazioni, fra cui Brasile, India, Thailandia e Sudafrica. La sede centrale dell'azienda si trova a Singapore.